# Dogman (2018)
Dogman ist ein Filmdrama von Matteo Garrone, das am 18. Oktober 2018 in den deutschen Kinos angelaufen ist.

## Handlung
Marcello ist ein ruhiger Hundefrisör, der in Magliana in der Nähe von Rom lebt. Er arbeitet, liebt seine Tochter Alida und pflegt friedliche Beziehungen zu seinen Nachbarn. Aber er handelt auch mit Kokain, um sein Einkommen aufzubessern. Einer seiner Kunden ist Simoncino, ein gewalttätiger früherer Boxer, der seine Umgebung bestiehlt und terrorisiert. Marcello erhält gelegentlich einen kleinen Anteil von dessen Beute.
Eines Tages hat Simoncino herausgefunden, dass Marcellos Laden an einen Juwelenladen grenzt und er schlägt Marcello vor, ein Loch in die Wand zu brechen und den Nachbarladen auszurauben. Jedoch Marcello will seine Freundschaft zu den anderen Nachbarn nicht aufs Spiel setzen. Simoncino zwingt ihn, den Schlüssel herauszugeben, räumt den Laden aus und am nächsten Tag verhaftet die Polizei Marcello, weil die Indizien gegen ihn sprechen. Da er Simoncino nicht verpfeifen will, muss Marcello ins Gefängnis.
Ein Jahr später wird Marcello wieder freigelassen, aber seine Nachbarn machen ihn für den Ladenraub verantwortlich und wollen nichts mit ihm zu tun haben. Seine Geschäfte laufen jetzt schlechter. Simoncino zeigt sich in keiner Weise für Marcellos Loyalität dankbar und hat alles Geld – auch Marcellos Anteil – ausgegeben. Marcello ist nun weniger bereit nachzugeben und weil Simoncino ihm seinen Anteil verweigert, verbeult Marcello sein Motorrad. Am nächsten Tag schlägt und erniedrigt Simoncino ihn vor allen Nachbarn.
Einige Tage später sagt Marcello zu Simoncino, er habe Drogenhändler kennengelernt und er wolle diese in seinem Laden ausrauben. Er bittet Simoncino, ihm bei seinem Plan zu helfen und die geraubten Drogen zu behalten. Im Laden überredet Marcello Simoncino, sich in einem Käfig zu verstecken, um die Drogenhändler dann zu überraschen. Als Simoncino im Käfig sitzt, verschließt Marcello den Käfig und sagt ihm, dass dieses Mal Simoncino der Gedemütigte sein werde. Wild vor Wut gelingt es Simoncino, den Käfig aufzubrechen. Marcello schlägt ihn mit einer Eisenstange nieder und fesselt ihn. Als Simoncino plötzlich wieder zu Bewusstsein kommt, versucht er, den Hundefrisör zu erwürgen.
Beim Versuch sich zu befreien, erdrosselt Marcello den ehemaligen Boxer mit einer Kette. Um den Leichnam verschwinden zu lassen, fährt er ihn zum Strand, um ihn dort zu verbrennen. Dann löscht er die Flammen wieder und will seinen Nachbarn zeigen, dass er sie von Simoncino befreit hat. Doch der Ort ist verlassen, alle Nachbarn sind verschwunden und scheinen ihn alleine gelassen zu haben. Unklar bleibt, ob es Marcello tatsächlich gelungen ist, sich zu befreien.

## Kritik
„Die beeindruckende Charakterstudie spart nicht mit Spott und Ironie und entwirft mit Elementen des Film noir ein gespenstisches Bild des krisengeschüttelten Landes.“

## Auszeichnungen
- Europäischer Filmpreis 2018
  - Bestes Kostümbild für Massimo Cantini Parrini[3]
  - Bestes Maskenbild für  Dalia Colli, Lorenzo Tamburini und Daniela Tartari